# 164536 Davehinson
164536 Davehinson este o planetă minoră (asteroid) din centura de asteroizi. A fost descoperită pe 27 aprilie 2006 la Observatorio de Cerro Tololo⁠(d) de Marc Buie⁠(d) și a fost numită după David P. Hinson⁠(d). 
Obiectul prezintă o orbită caracterizată de o semiaxă mare de 2,851004471875 UAi, o excentricitate de 0,08, o înclinație de 2,7 ° în raport cu ecliptica.